# Microhyla
Genre
Synonymes
- Siphneus Fitzinger, 1843
- Dendromanes Gistel, 1848
- Diplopelma Günther, 1859
- Scaptophryne Fitzinger, 1861
- Copea Steindachner, 1864
- Ranina David, 1872

Microhyla est un genre d'amphibiens de la famille des Microhylidae.

## Répartition
Les 50 espèces de ce genre se rencontrent en Asie du Sud, en Asie du Sud-Est et en Asie de l'Est.

## Liste des espèces
Selon Amphibian Species of the World (4 avril 2020) :
- Microhyla achatina Tschudi, 1838
- Microhyla annamensis Smith, 1923
- Microhyla annectens Boulenger, 1900
- Microhyla arboricola Poyarkov, Vassilieva, Orlov, Galoyan, Tran, Le, Kretova & Geissler, 2014
- Microhyla aurantiventris Nguyen, Poyarkov, Nguyen, Nguyen, Tran, Gorin, Murphy, and Nguyen, 2019
- Microhyla beilunensis Zhang, Fei, Ye, Wang, Wang, and Jiang, 2018
- Microhyla berdmorei (Blyth, 1856)
- Microhyla borneensis Parker, 1928
- Microhyla butleri Boulenger, 1900
- Microhyla chakrapanii Pillai, 1977
- Microhyla darevskii Poyarkov, Vassilieva, Orlov, Galoyan, Tran, Le, Kretova & Geissler, 2014
- Microhyla darreli Garg, Suyesh, Das, Jiang, Wijayathilaka, Amarasinghe, Alhadi, Vineeth, Aravind, Senevirathne, Meegaskumbura, and Biju, 2018 "2019"
- Microhyla eos Biju, Garg, Kamei, and Maheswaran, 2019
- Microhyla fanjingshanensis Li, Zhang, Xu, Lv, and Jiang, 2019
- Microhyla fissipes Boulenger, 1884
- Microhyla fodiens Poyarkov, Gorin, Zaw, Kretova, Gogoleva, Pawangkhanant, and Che, 2019
- Microhyla fusca Andersson, 1942
- Microhyla gadjahmadai Atmaja, Hamidy, Arisuryanti, Matsui, and Smith, 2018
- Microhyla heymonsi Vogt, 1911
- Microhyla irrawaddy Poyarkov, Gorin, Zaw, Kretova, Gogoleva, Pawangkhanant, and Che, 2019
- Microhyla karunaratnei Fernando & Siriwardhane, 1996
- Microhyla kodial Vineeth, Radhakrishna, Godwin, Anwesha, Rajashekhar, and Aravind, 2018
- Microhyla laterite Seshadri, Singal, Priti, Ravikanth, Vidisha, Saurabh, Pratik & Gururaja, 2016
- Microhyla maculifera Inger, 1989
- Microhyla malang Matsui, 2011
- Microhyla mantheyi Das, Yaakob & Sukumaran, 2007
- Microhyla marmorata Bain & Nguyen, 2004
- Microhyla mihintalei Wijayathilaka, Garg, Senevirathne, Karunarathna, Biju & Meegaskumbura, 2016
- Microhyla minuta Poyarkov, Vassilieva, Orlov, Galoyan, Tran, Le, Kretova & Geissler, 2014
- Microhyla mixtura Liu & Hu, 1966
- Microhyla mukhlesuri Hasan, Islam, Kuramoto, Kurabayashi & Sumida, 2014
- Microhyla mymensinghensis Hasan, Islam, Kuramoto, Kurabayashi & Sumida, 2014
- Microhyla nanapollexa Bain & Nguyen, 2004
- Microhyla nilphamariensis Howlader, Nair, Goplan & Merilä, 2015
- Microhyla okinavensis Stejneger, 1901
- Microhyla orientalis Matsui, Hamidy & Eto, 2013
- Microhyla ornata (Duméril & Bibron, 1841)
- Microhyla palmipes Boulenger, 1897
- Microhyla perparva Inger & Frogner, 1979
- Microhyla petrigena Inger & Frogner, 1979
- Microhyla picta Schenkel, 1901
- Microhyla pineticola Poyarkov, Vassilieva, Orlov, Galoyan, Tran, Le, Kretova & Geissler, 2014
- Microhyla pulchella Poyarkov, Vassilieva, Orlov, Galoyan, Tran, Le, Kretova & Geissler, 2014
- Microhyla pulchra (Hallowell, 1861)
- Microhyla pulverata Bain & Nguyen, 2004
- Microhyla rubra (Jerdon, 1854)
- Microhyla sholigari Dutta & Ray, 2000
- Microhyla superciliaris Parker, 1928
- Microhyla taraiensis Khatiwada, et al. 2017
- Microhyla zeylanica Parker & Osman-Hill, 1949

## Taxinomie
Siphneus a été placé en synonymie par Stejneger en 1907, Diplopelma, Scaptophryne et Ranina par Boulenger en 1882 et Copea par Parker en 1932.

## Publication originale
- Tschudi, 1838 : Classification der Batrachier, mit Berucksichtigung der fossilen Thiere dieser Abtheilung der Reptilien, p. 1-99 (texte intégral).